# Классная доска

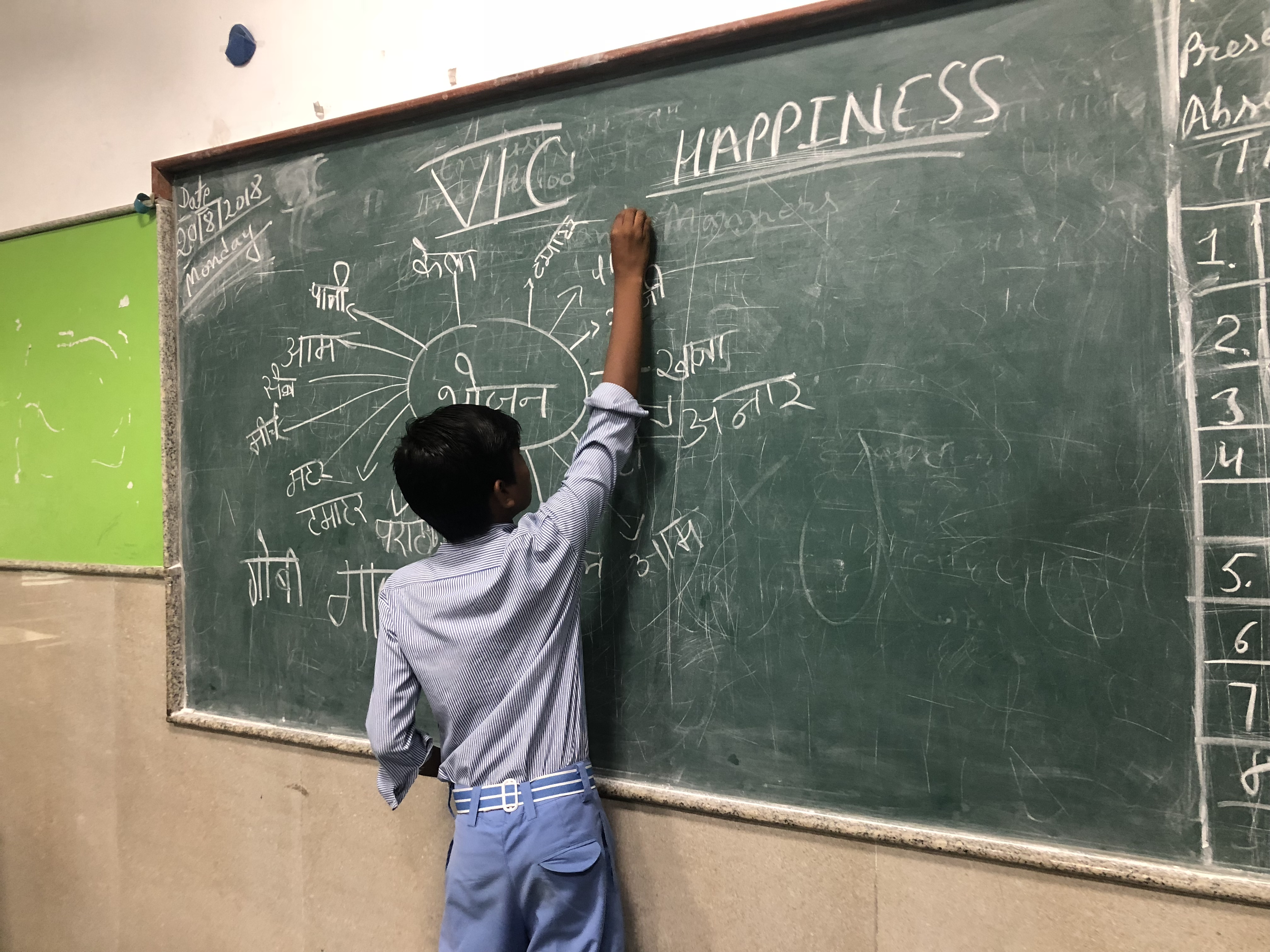
Ученик школы в Дели у доски

Классная доска (также школьная доска или просто доска) — используемая в образовательных учреждениях поверхность, на которой преподаватель и ученики могут писать или рисовать для пояснения изучаемого материала. Классные доски используют также в различных учреждениях, чтобы оставлять записки и объявления о новых событиях, для записи счёта в небольших соревнованиях.

## Разновидности

### Грифельная доска

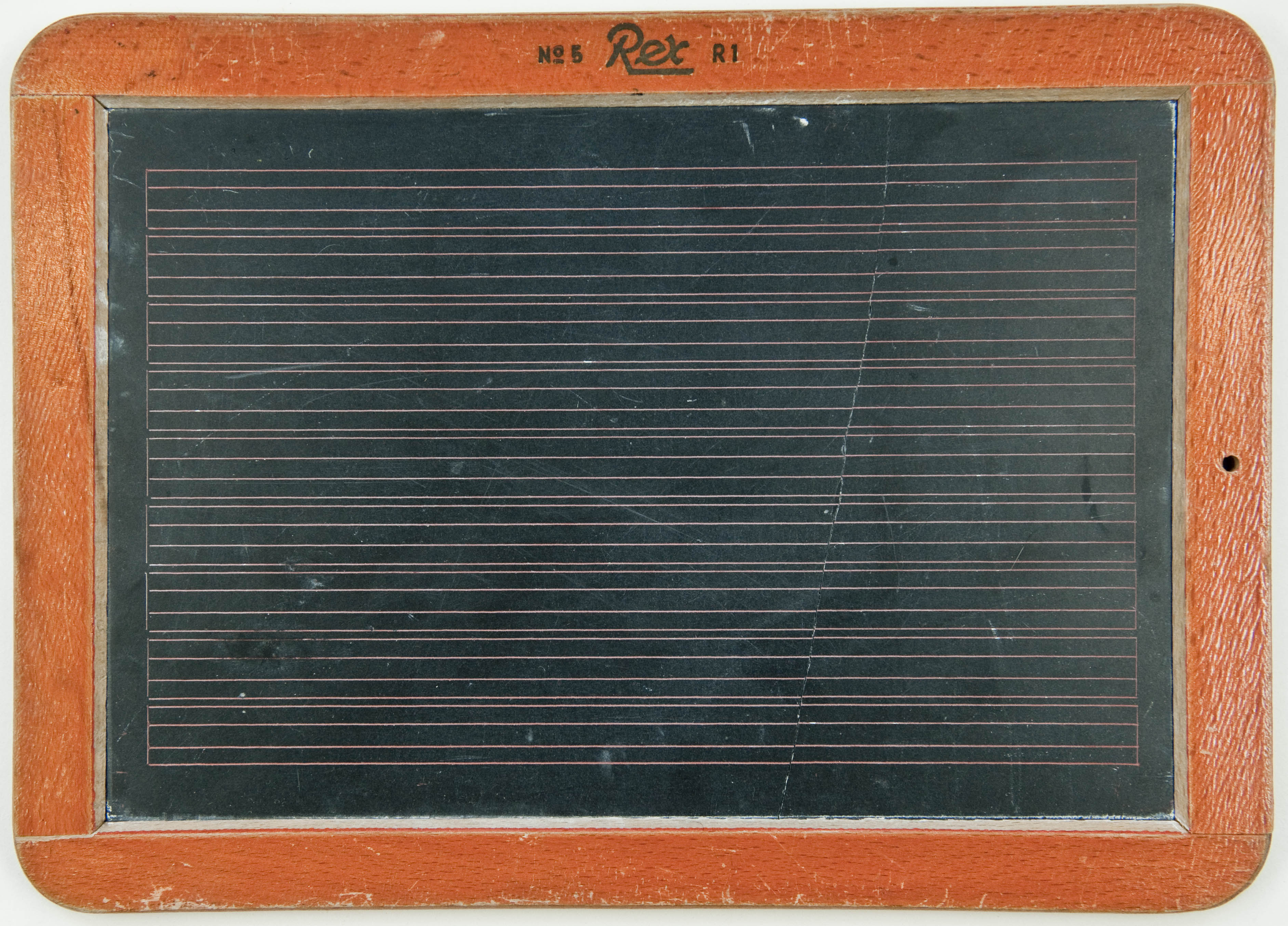
Грифельная доска

В XIX веке у каждого школьника была отдельная доска для записей — аспидная доска, сделанная из гладкого серовато-чёрного аспидного сланца. Писали на них грифелем, а стирали записи тряпочкой. Учитель подходил к каждому ученику и проверял написанное. Впоследствии для удобства объяснения учебного материала стали применять одну большую доску на весь класс.

### Меловая доска

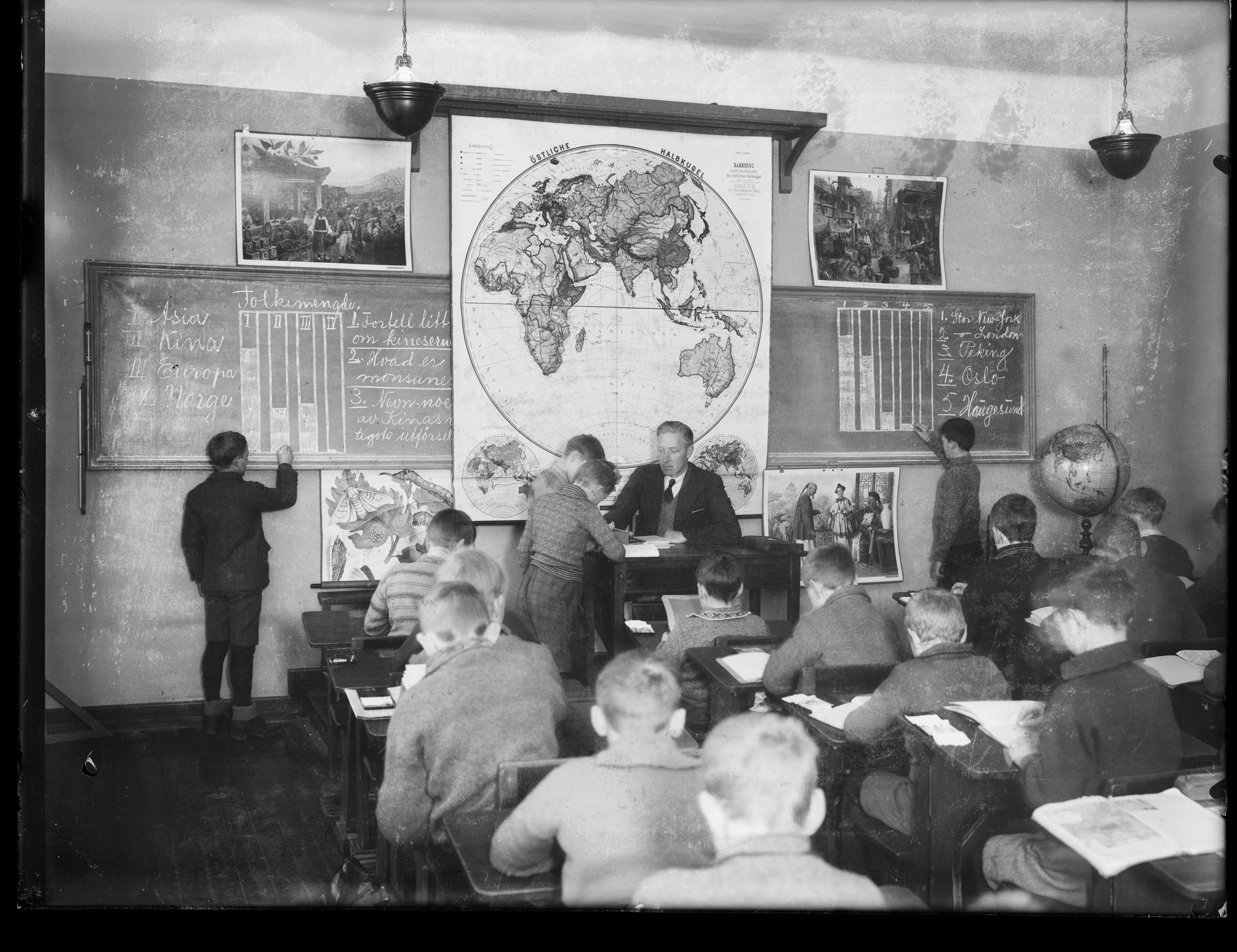
Школьный урок в Хёугесунне, Норвегия,

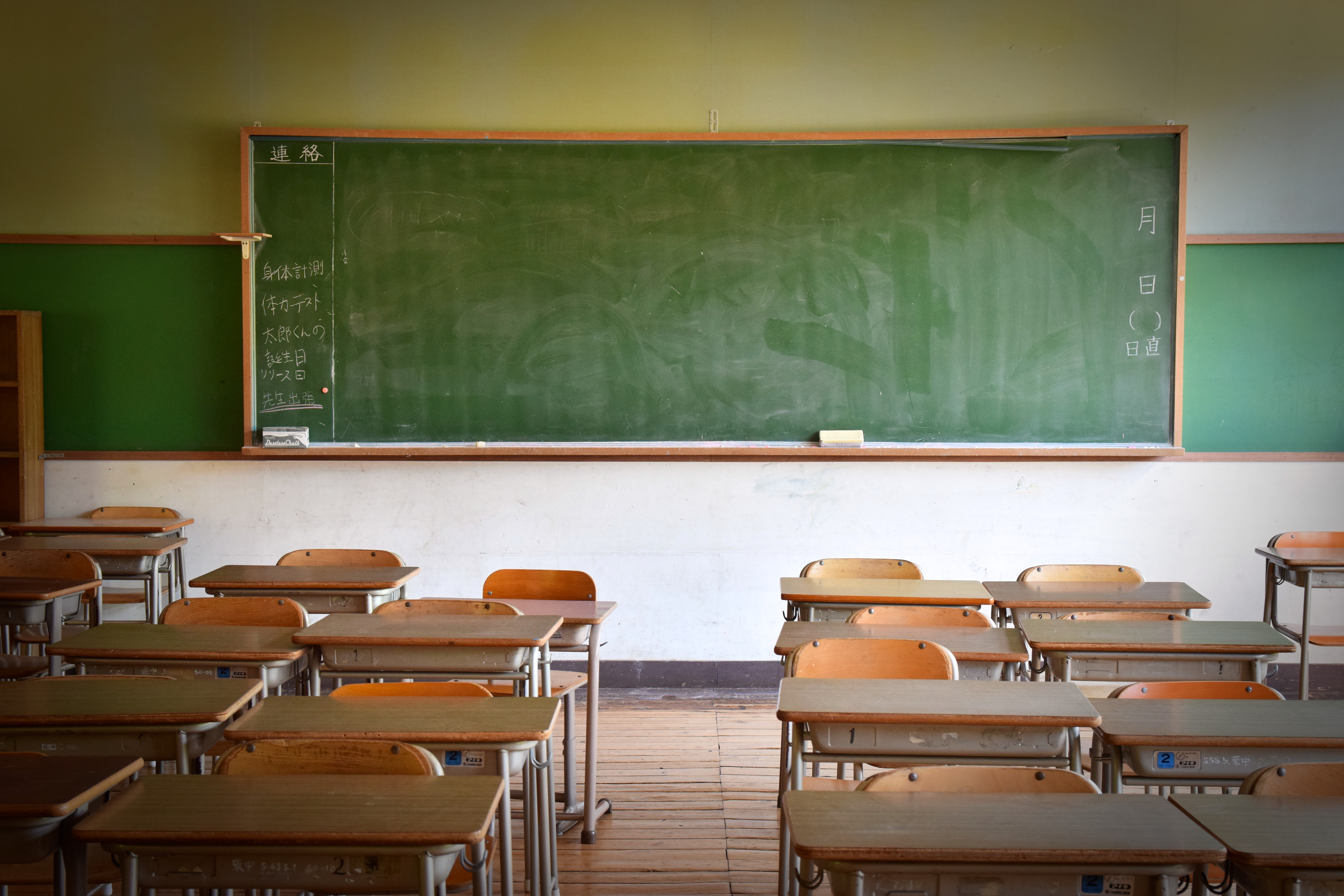
Доска в здании Начальная школа Ханава, Мидори, Япония

Позже появились доски, на которых стали писать белым или цветным мелом. Они оказались настолько удачными, что используются в образовательных учреждениях до сих пор. Их изготавливают из дерева, стекла или металла и покрывают тёмной матовой эмалью, обычно чёрной, тёмно-зелёной или коричневой. Более качественные доски делают с покрытием из шероховатого фарфора, который очень устойчив к истиранию: такие доски могут выдерживать 10-20 лет интенсивного использования.
Существует также вариант классной доски, в которых поверхность для записей представляет собой длинный лист пластика, натянутый между двумя параллельными вращающимися цилиндрами. Вращая цилиндры, можно перемещать намотанный на них пластик, таким образом создаётся дополнительная поверхность для письма без необходимости постоянно стирать уже написанное.
Надписи, сделанные мелом, легко стираются влажной тряпкой или губкой. Иногда используют специальный ластик для доски: деревянный брусок, на который наклеена войлочная подушечка.
При всём своём удобстве меловые доски имеют важный недостаток: при письме на них образуется меловая пыль, которая пачкает одежду и у некоторых людей может вызывать аллергию. Меловая пыль также может негативно влиять на чувствительное к пыли оборудование — например, компьютеры.

### Доска для рисования маркерами

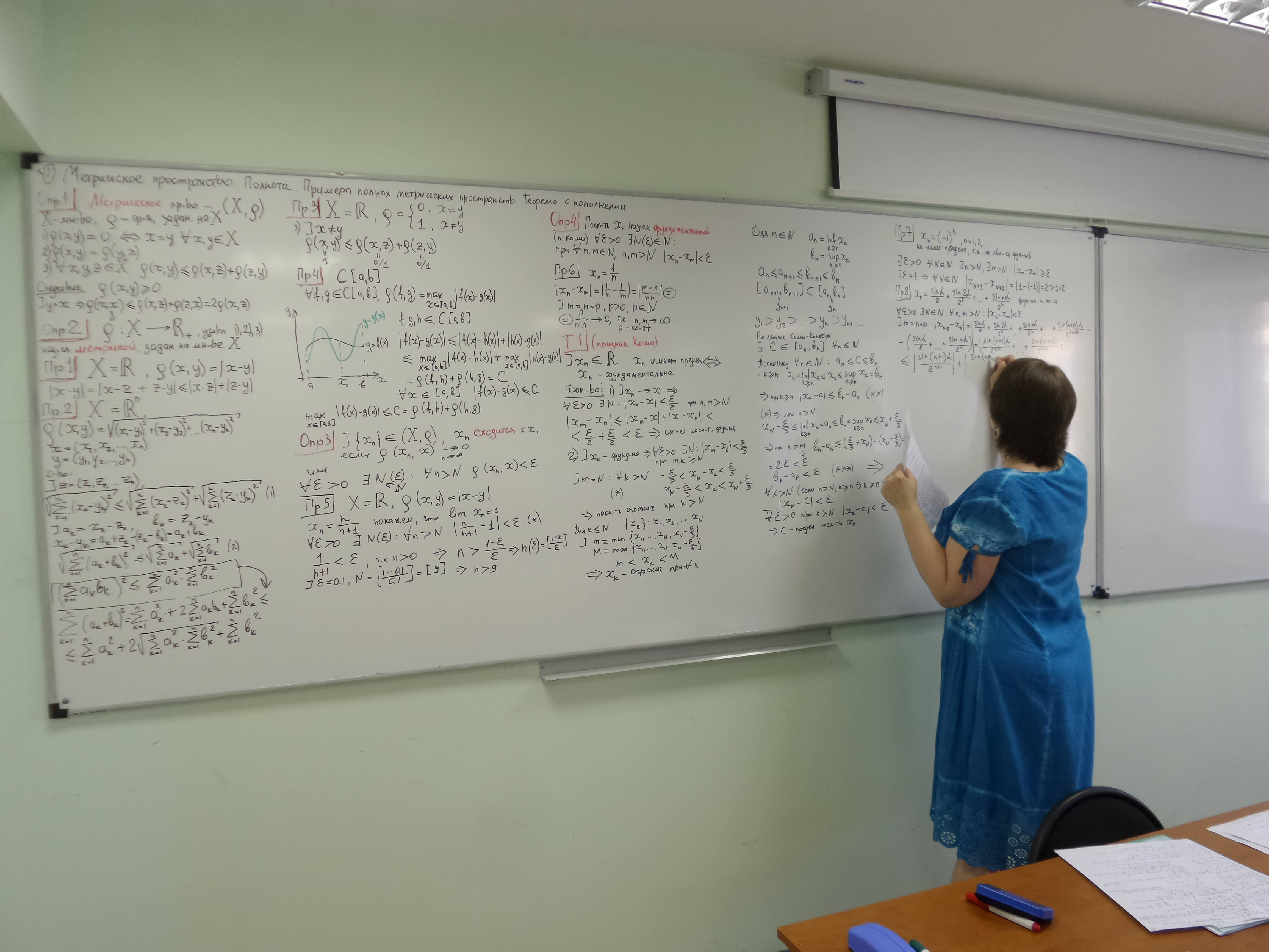
Доска для рисования маркерами

В середине XX века в школах стали появляться безмеловые доски белого цвета, на которых можно писать маркерами. Такие доски обычно делают из металла, покрытого эмалью, стеклом или пластиком. Если используются маркеры на водной основе, то надписи с доски стирают влажной тряпкой, если маркеры сухого стирания — специальным очистителем. К доскам, сделанным из стали, удобно крепить магнитами различные дополнительные информационные материалы (плакаты, таблицы и т. п.).

### Флипчарт

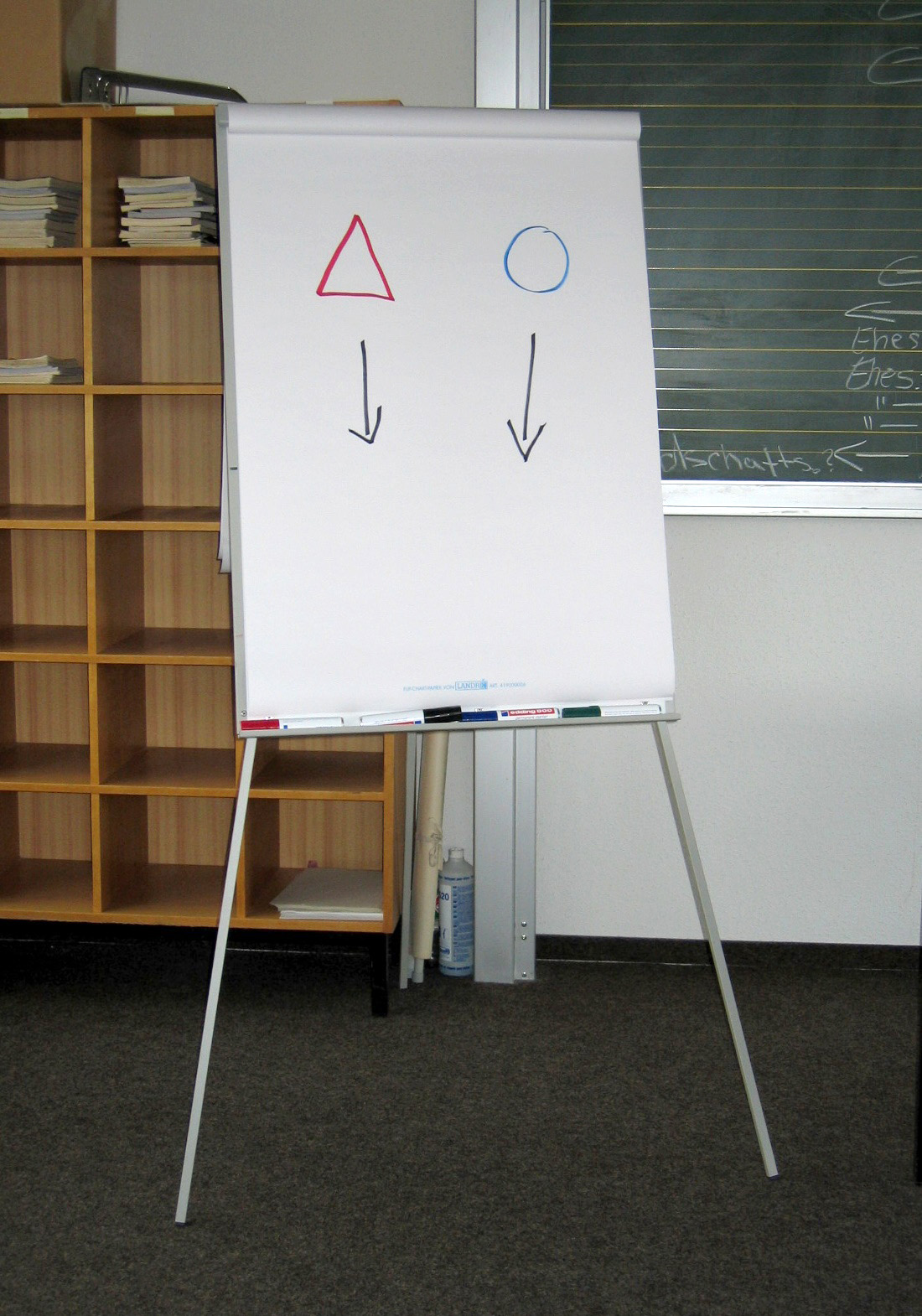
Флипчарт

Флипчарт используется в основном для проведения семинаров и конференций. Это подобие огромного блокнота — большие бумажные листы скреплены специальной прижимной планкой. Исписанный верхний лист отрывается или заменяется на новый. Флипчарты удобны тем, что писать на них можно не только специальным маркером, но и обычной ручкой или карандашом.

### Магнитная доска
Изготавливается из смеси магнитного порошка и резиноподобных полимерных материалов. Магнитные доски позволяют легко закреплять различные съемные таблички (буквы, цифры, и др.). Используются в основном в детских садах и для создания различных информационных табло. Обрамляют магнитные доски в алюминиевый профиль, для придания прочности и функциональности.

### Пробковая доска
Используется не для записей, а для крепления различных информационных материалов и иллюстраций с помощью кнопок и булавок. Изготавливается из натуральной прессованной пробки или другого пористого материала, обтянутого тканью.

### Комбинированные доски
Ещё со времён появления меловых досок их стали делать с несколькими рабочими поверхностями: распашными или раздвижными. С появлением новых разновидностей досок стало возможным комбинировать их. Например, существуют доски, в которых основная рабочая поверхность — это маркерная доска, а распашные вспомогательные поверхности представляют собой магнитную доску и флип-чарт.

### Интерактивная доска

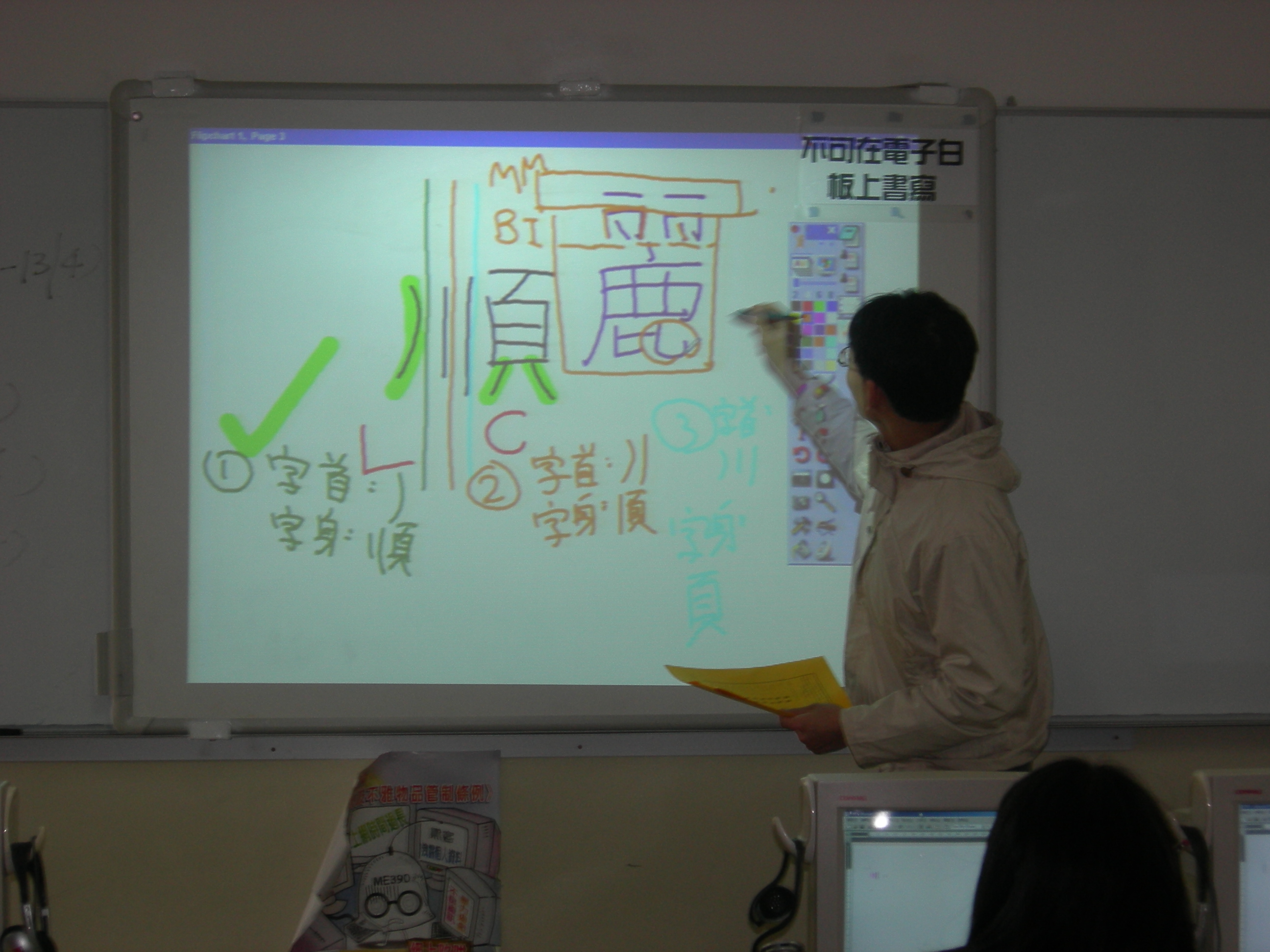
Интерактивная доска

Белая поверхность такой доски используется как обычный экран для вывода любой информации с компьютера (с помощью медиапроектора), но главная её особенность — чувствительность к нажатию, что позволяет использовать доску как сенсорный экран. Для этого доска снабжается резистивным покрытием или комбинацией установленных по её краям светодиодов и фотодатчиков, позволяющими отслеживать координаты касания доски стилом (пластмассовый стержень со скруглённым кончиком, обычно имитирующий по форме маркер). Таким образом, интерактивная доска позволяет делать рукописные пометки на проецируемом изображении, а также сохранять эти пометки на компьютере.

### Маркерное покрытие
В 2008 г. трое американских студентов — Морген Ньюман, Джеф Аваллон и Джош Гоша — создали уникальный продукт, который составил достойную конкуренцию маркерным доскам. Однажды во время выполнения задания в университете им не хватило места на доске. Они попытались использовать для записей огромные листы бумаги, но их нужно было придерживать руками. Именно в этот момент у них родилась идея сделать «доской» стены комнаты.
Новое покрытие нашло своё применение в самых различных областях, где требуется максимально задействовать весь объем пространства для генерации и воплощения идей. Покрытие легко и удобно может быть нанесено на стену, стол, дверь или любую другую поверхность, после чего она становится пригодной для рисования сухостираемыми маркерами.
Покрытие успешно используется в качестве альтернативы малогабаритным и не очень удобным классным доскам, задействует полностью всю поверхность стен и мебели классных, лекционных и переговорных комнат в образовательных учреждениях, офисах компаний различных направлений деятельности и везде, где есть необходимость много и быстро писать, часто вносить изменения в текстовую и графическую информацию.